# Grays Harbor National Wildlife Refuge
Grays Harbor National Wildlife Refuge je rezervace v Grayově zátoce, při ústí řeky Chehalis, která má druhé nejrozlehlejší povodí ve státě Washington. Jedná se o jednu ze čtyř hlavních zastávek bahňáků migrujících po Pacifické letové dráze. Až milion jedinců se zde každé jaro a podzim zastavuje k nakrmení a odpočinku.
Zátoka patří do sítě rezervací pro bahňáky na západní polokouli, takže se jedná o mezinárodně významné prostředí. Přestože rezervace zahrnuje pouze dvě procenta wattového pobřeží, jako zastávku ji využívá hned 50 procent ptáků migrujících přes zátoku.
Přes 24 druhů bahňáků využívá zátoku k zastávce při migraci, nejpočetněji jespák aljašský a jespák obecný. Často se zde zastavují také kulík kanadský, jespák drobný, jespák rezavý a kulík bledý. Rezervaci dále využívají také sokol stěhovavý, orel bělohlavý, moták pilich, rybák velkozobý, volavka velká, zpěvní a vodní ptáci.
Díky dřevěnému chodníku se nabízí odborné výklady a vzdělávací programy pro více než milion lidí cestujících každý rok na Olympijský poloostrov.